# Застава M57
Застава М57 (популарно "Тетејац") је полуаутоматски пиштољ којег је у бившој Југославији производила фирма Застава Оружје (тада заводи Црвена Застава). Ријеч је о копији совјетског пиштоља Токарев ТТ-33. Пиштољ је прихваћен 1957. док се масовно почео производити 1960. године. Био је службено оружје у југословенској војсци и милицији.
Техничке разлике између југословенског и совјетског пиштоља готово су незнатне, а најзначајније су да М57 користи оквир капацитета девет, а ТТ-33 капацитета осам метака. Већи капацитет оквира је разлог за нешто већег рукохвата код М57. Такође, водилица повратне опруге се код Заставиног модела састоји од два дела.
Визуелне различитости су веома мале али видљиве. Тако совјетски ТТ-33 на корицама пиштоља има ознаку звезде петокраке око које је ознака CCCР Југословенска верзија пиштоља има ознаку ФНРЈ или СФРЈ.
Пиштољ користи муницију калибра 7,62x25 ТТ док је Застава Оружје током 1970их почела производити сличан пиштољ који је користио муницију 9x19 лугер. Реч је о моделу Застава М70.